# Oxidation

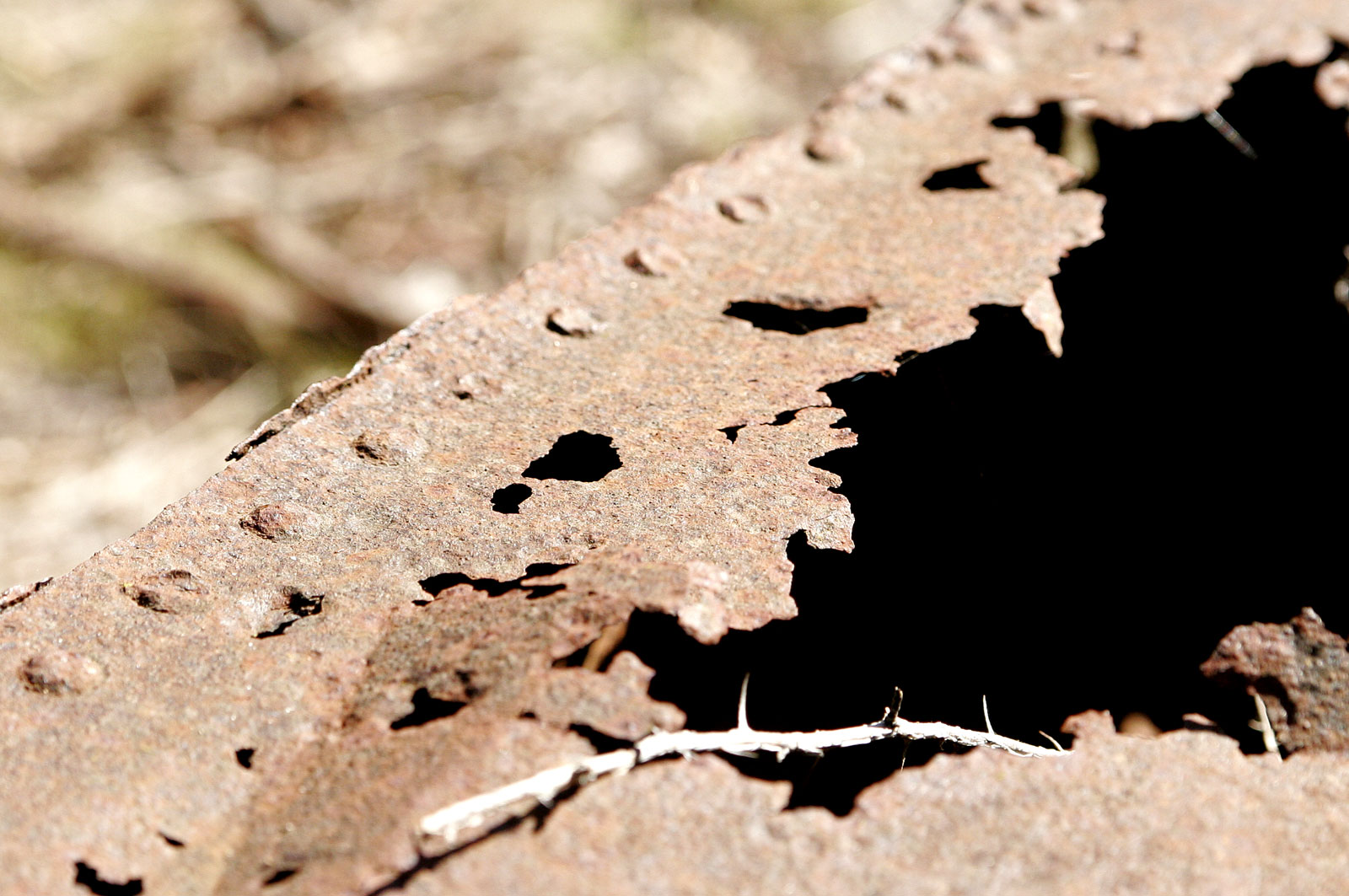
Oxidiertes (verrostetes) Eisen

Die Oxidation (auch Oxydation) ist eine chemische Reaktion, bei der ein Ion oder ein Atom (als solches oder als Bestandteil eines Moleküls) ein oder mehrere Elektronen abgibt und dadurch seinen Oxidationszustand erhöht. Die Erhöhung des Oxidationszustandes wird formal durch die Erhöhung der sogenannten Oxidationszahl desjenigen Atoms im Molekül kenntlich gemacht, das für die Oxidation verantwortlich ist. Die Erhöhung der Oxidationszahl entspricht der Anzahl der abgegebenen Elektronen.
Als Oxidationsmittel bezeichnet man den Stoff, das Atom, das Ion oder das Molekül, das die Elektronen aufnimmt und dadurch reduziert wird. Beide Reaktionen – Reduktion und Oxidation – werden als die zwei Teilreaktionen der ablaufenden Redoxreaktion bezeichnet.
Oxidation:
{\displaystyle \mathrm {A\longrightarrow A} ^{n+}+n\,\mathrm {e^{-}} }
Stoff A gibt n Elektronen ab.
Eine Oxidation ist gewöhnlich exotherm, im umgekehrten Fall, also zum Reduzieren, muss gewöhnlicherweise Energie aufgewendet werden. Es gibt jedoch Ausnahmen, beispielsweise ist die Oxidation von Wasser zu Wasserstoffperoxid endotherm, also die Rückreaktion entsprechend exotherm.
Man spricht von einer Disproportionierung, wenn bei einer chemischen Reaktion Elemente mit mittlerer Oxidationsstufe in solche mit einer niedrigen und einer höheren übergehen.
{\displaystyle \mathrm {2\ H_{2}O_{2}\longrightarrow 2\ H_{2}O+O_{2}} }
Disproportionierung zweier Moleküle Wasserstoffperoxid zu Wasser und Sauerstoff.

## Geschichte und ursprüngliche Bedeutung
Der Begriff Oxidation wurde ursprünglich von dem Chemiker Antoine Laurent de Lavoisier geprägt. Er meinte damit die Vereinigung von Elementen und chemischen Verbindungen mit dem Element Sauerstoff (Oxygenium, franz.: oxygène) und wollte damit also die Bildung von Oxiden beschreiben.
Später erfolgte eine Erweiterung des Begriffs, indem Reaktionen einbezogen wurden, bei denen einer Verbindung Wasserstoffatome entzogen wurden (Dehydrierung). Z. B. „entreißen“ bei vielen biochemischen Vorgängen bestimmte Coenzyme (NAD, NADP, FAD) organischen Verbindungen Wasserstoffatome.
Auf Grundlage der Ionentheorie und des Bohrschen Atommodells wurde die Oxidation schließlich unter elektronentheoretischen Gesichtspunkten interpretiert und verallgemeinert. Seitdem sieht man das Charakteristische an einer Oxidation darin, dass ein chemischer Stoff Elektronen abgibt und dadurch oxidiert wird.

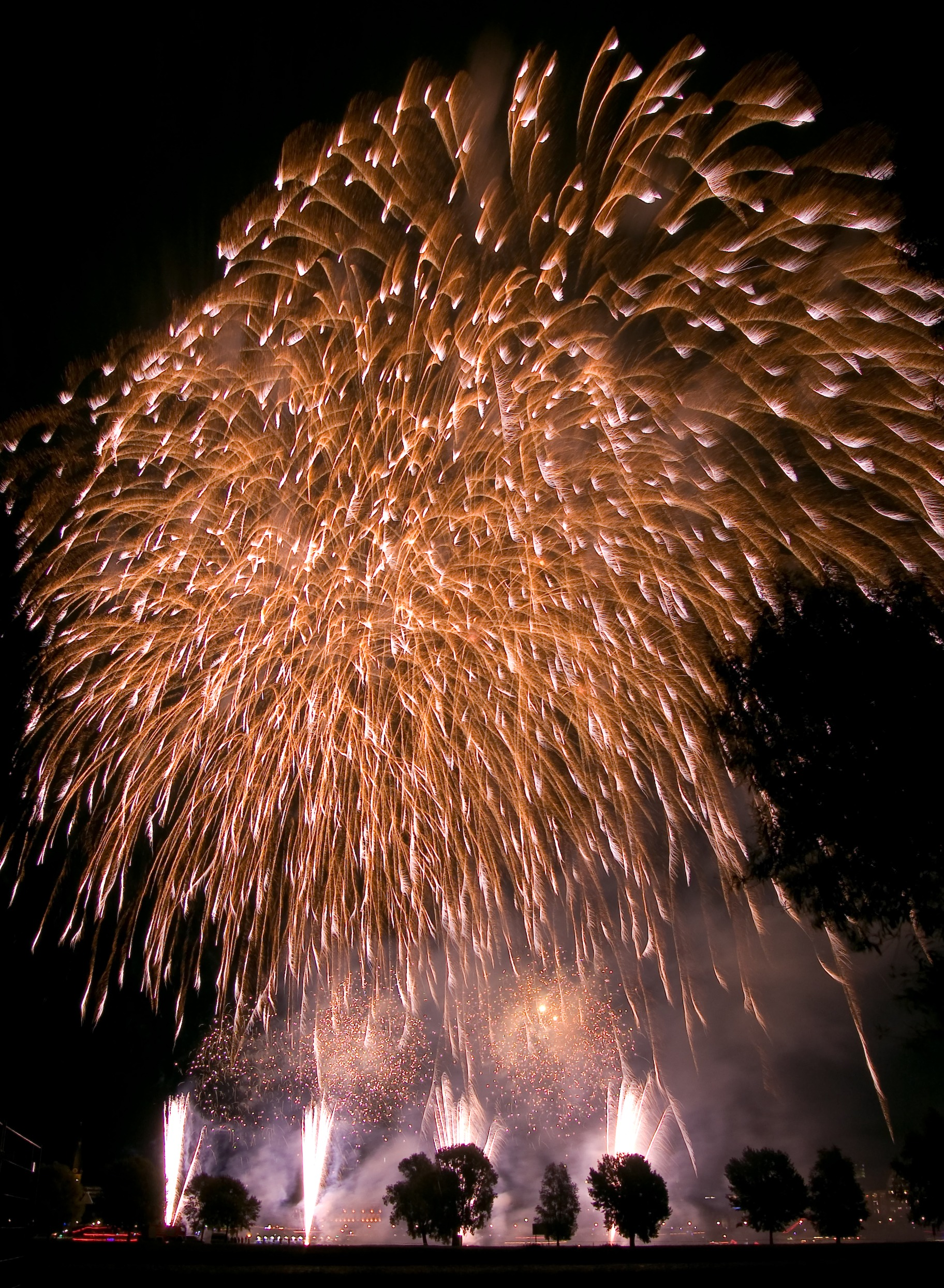
Feuerwerk beim Japan-Tag in Düsseldorf

### Klassische Beispiele
- Oxidation nannte man früher nur chemische Reaktionen mit Sauerstoff. Eine Oxidation, bei der Wärme und Licht emittiert werden, nennt man Verbrennung oder Feuer. Dazu zählt auch das Feuerwerk.

- Klassische Beispiele für Oxidationen mit Sauerstoff sind alle Arten von Verbrennungen, wie z. B.  Verbrennungen von kohlenstoffhaltigen Stoffen an der Luft mit dem Luftsauerstoff, beispielsweise Verbrennungen von Kohle, Holz, Erdgas, Flüssiggas, Benzin im Motor, Kerzen usw. Bei diesen Verbrennungen gibt jedes Kohlenstoff-Atom seine vier Elektronen an zwei Sauerstoff-Atome ab; es bilden sich je zwei Doppelbindungen zwischen dem C-Atom und beiden O-Atomen, d. h. es entsteht Kohlenstoffdioxid (CO2).

{\displaystyle \mathrm {C+O_{2}\longrightarrow CO_{2}} }
Kohlenstoff + Sauerstoff → Kohlenstoffdioxid
- Nahrung wird im Körper in vielen Schritten des biochemischen Stoffwechsels unter anderem zu körpereigenen Stoffen und am Ende auch zu Kohlenstoffdioxid (CO2) unter Bildung von Wasser oxidiert. Ein Beispiel ist die β-Oxidation von Fettsäuren. Auch bei der enzymatischen Bräunung werden Bestandteile eines Lebensmittels oxidiert.

- Nicht nur in vivo, auch in vitro können organische Stoffe auf vielfältige Weise mit Sauerstoff reagieren: Ein primärer Alkohol (Alkanol) kann schrittweise sanft oxidiert werden. Dabei entsteht zunächst ein Aldehyd (Alkanal), bei nochmaliger Oxidation eine Carbonsäure (Alkansäure). Bei energischer Oxidation von primären Alkoholen werden  Carbonsäuren gebildet.[2]

- Wird ein sekundärer Alkohol oxidiert, so bildet sich dabei ein Keton (Alkanon).[3] Tertiäre Alkohole können wegen ihrer bereits vorhandenen drei C-Bindungen nicht zu Carbonylverbindungen oxidiert werden.

- Eisen erfährt unter dem Einfluss von Sauerstoff eine oxidative  Korrosion und bildet verschiedene Eisenoxide (Rost, Fe2O3, Fe3O4, FeO).

- Wenn reines, blankes Aluminium von Luft umgeben ist, bildet sich auf seiner Oberfläche schnell eine sehr dünne, aber sehr fest haftende Schutzschicht aus Aluminiumoxid.

- Bei der Reaktion von Wasserstoff mit Sauerstoff (siehe Knallgas) entsteht Wasser (Wasserstoffoxid, H2O):

{\displaystyle \mathrm {2\ H_{2}\ +\ O_{2}\longrightarrow 2\ H_{2}O} }
Wasserstoff + Sauerstoff (Knallgas) reagieren zu Wasser

### Moderne Definition

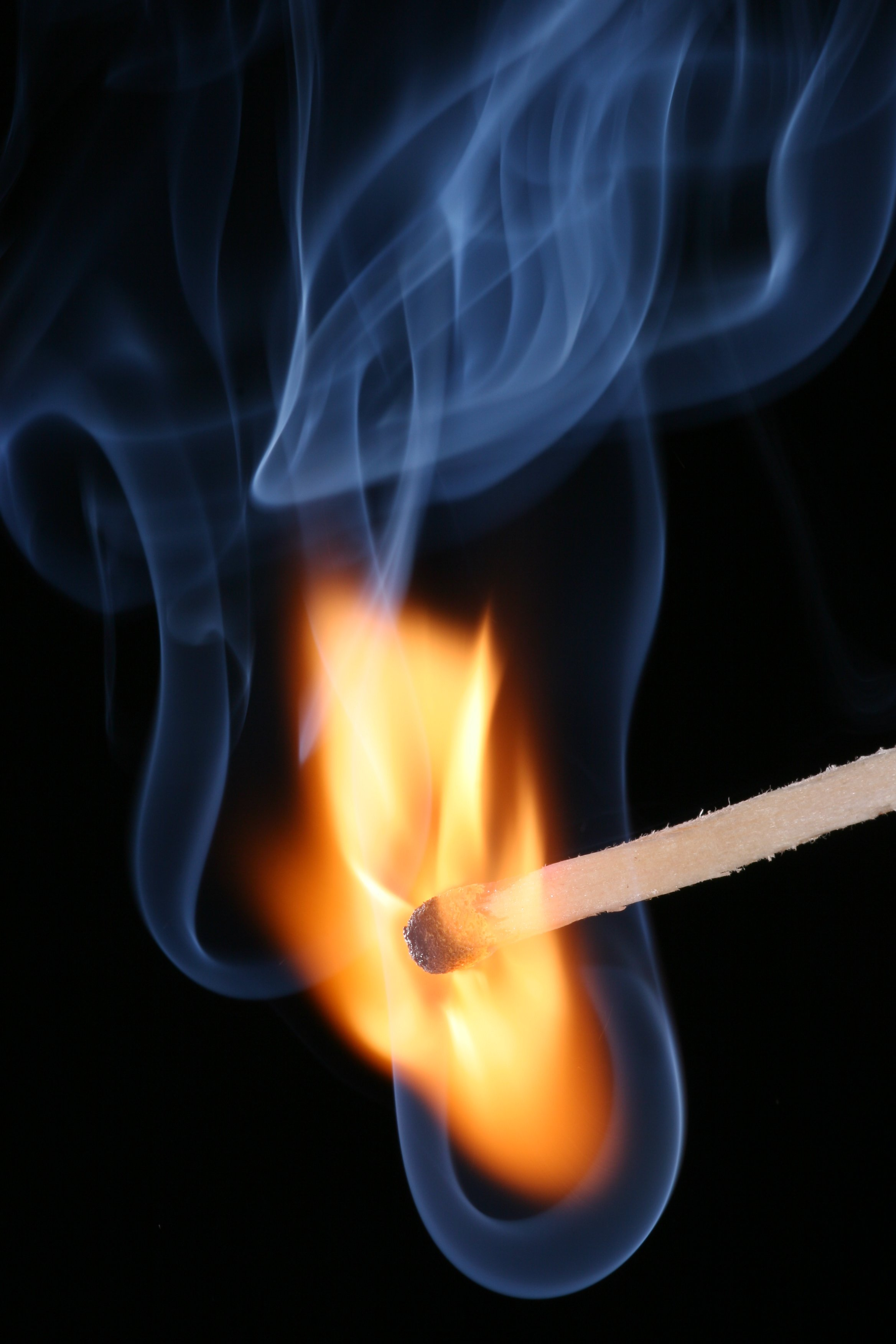
Ein entzündetes Streichholz

Auch heute noch assoziiert man mit dem Begriff Oxidation häufig die Umsetzung mit (Luft-)Sauerstoff und die Bildung von Oxiden. Jedoch ist gemäß der allgemeineren, moderneren Definition die Oxidation mit Sauerstoff nur ein Typ von vielen möglichen Oxidationsreaktionen mit anderen Oxidationsmitteln, die sich mit Hilfe der Valenzelektronentheorie erklären lassen. 
Reagiert z. B. ein Metallatom mit einem Sauerstoff-Atom, so kann man die Oxidation des Metalls und somit die Metalloxidbildung mit Hilfe folgender Reaktionsgleichungen beschreiben:
Oxidation:
{\displaystyle \mathrm {M\longrightarrow M^{2+}+2e^{-}} }
Oxidation: Das Metall M gibt zwei Elektronen ab und wird zum Metall-Kation oxidiert.
Reduktion:
{\displaystyle \mathrm {O_{2}+4e^{-}\longrightarrow 2\ O^{2-}} }
Reduktion: Sauerstoff nimmt pro Atom je zwei Elektronen auf und wird zum Oxid-Anion reduziert.
{\displaystyle \mathrm {2\ M+O_{2}\longrightarrow 2\ M^{2+}+2\ O^{2-}} }
Redoxreaktion: Sauerstoff oxidiert das Metall und wird dabei selbst reduziert.
Sauerstoff ist in diesem Fall bestrebt, durch Aufnahme von zwei Elektronen eine stabile Valenzelektronenschale mit insgesamt acht Elektronen aufzubauen (Oktettregel). Das Metall kann durch Abgabe von Elektronen teilbesetzte Schalen auflösen und so die nächstniedrigere stabile Elektronenkonfiguration erreichen.

## Oxidation ohne Sauerstoff
Der erweiterte Begriff der Oxidation wird heute auf Reaktionen angewandt, die nach dem gleichen chemischen Prinzip ablaufen, auch wenn kein Sauerstoff an der Reaktion beteiligt ist. In diesem Sinne bedeutet Oxidation nur noch, dass Elektronen abgegeben werden. Zum Beispiel gibt bei der Reaktion von Natrium mit Chlor  das Natriumatom ein Elektron an das Chloratom ab. Das Natrium wird damit zum Natrium-Kation oxidiert. Im Gegenzug wird Chlor durch Aufnahme des Elektrons zum Chlorid-Anion reduziert. Damit hat sich Natriumchlorid gebildet.
Teilreaktion Oxidation
{\displaystyle \mathrm {Na\longrightarrow Na^{+}+e^{-}} }
Natrium gibt ein Elektron ab: Oxidation zum Natrium-Kation.
Teilreaktion Reduktion
{\displaystyle \mathrm {Cl+e^{-}\longrightarrow Cl^{-}} }
Im Gegenzug wird Chlor durch Aufnahme eines Elektrons zum Chlorid-Anion reduziert.
Gesamtreaktion
{\displaystyle \mathrm {Na+Cl\longrightarrow Na^{+}+Cl^{-}} }
Natrium und Chlor reagieren in einer Redoxreaktion miteinander und bilden Natriumchlorid.
Da Chlor nur molekular als Cl2 vorkommt und in die Reaktion eingeht, muss man stöchiometrisch richtig schreiben:
{\displaystyle \mathrm {2\ Na+Cl_{2}\longrightarrow 2\ Na^{+}+2Cl^{-}(2\ NaCl)} }